# Decretos de Nueva Planta del Reino de Aragón

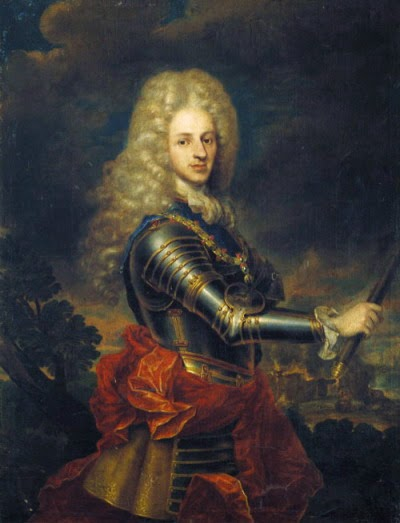
Retrato de Felipe V de España por Nicola Vaccaro, 1715-1716, Piacenza, Galleria Alberoni.

Los Decretos de Nueva Planta del Reino de Aragón fueron dos decretos promulgados por Felipe V de España en 1707 y en 1711, en plena Guerra de Sucesión Española, por los que quedaron abolidas las leyes e instituciones propias del Reino de Aragón —en el primero conjuntamente con las del Reino de Valencia—, que se regiría a partir de entonces por las «leyes de Castilla, tan loables y plausibles en todo el universo». El primero se promulgó tras la decisiva batalla de Almansa cuyo resultado había sido la derrota del ejército del Archiduque Carlos, a quien entre 1705 y 1706 catalanes, aragoneses y mallorquines, cuyos estados formaban la Corona de Aragón dentro de la Monarquía Hispánica, habían proclamado como su soberano con el título de Carlos III de España. Tras la batalla de Almansa el reino de Aragón —y el de Valencia— fue conquistado por los ejércitos borbónicos y al promulgarse el primer decreto de Nueva Planta perdió sus leyes e instituciones propias dejando de existir como estado de la monarquía compuesta hispánica. El segundo decreto, que suavizó la dureza del anterior, fue promulgado el 13 de abril de 1711 y en él se instauró definitivamente la Nueva Planta que convirtió al reino de Aragón en una provincia de la Monarquía.

## El Decreto de Nueva Planta de 29 de junio de 1707

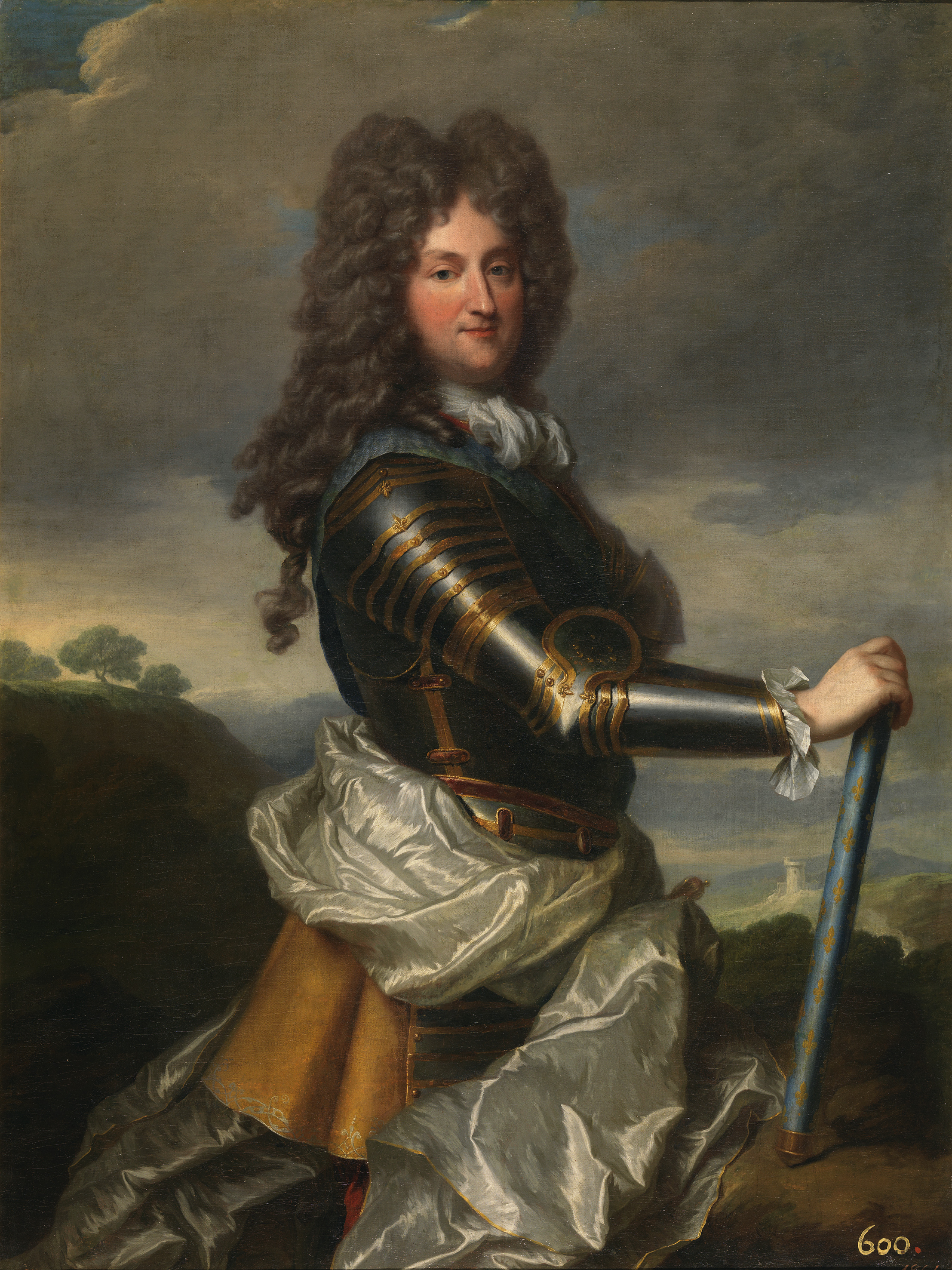
Felipe II, Duque de Orleans, por Jean-Baptiste Santerre.

Tras la victoria borbónica en la batalla de Almansa del 25 de abril de 1707, las tropas de Felipe V tuvieron expedito el paso hacia los reinos de Aragón y de Valencia, que dos y un año antes, respectivamente, se habían puesto del lado del Archiduque Carlos en la Guerra de Sucesión Española. El 26 de mayo entraban en Zaragoza las tropas borbónicas al mando del duque de Orleans y un mes después el rey Felipe V firmaba el Decreto de Nueva Planta en el que declaraba abolidos los «fueros, privilegios, prácticas y costumbres hasta aquí observadas en los referidos reinos de Aragón y de Valencia».
La decisión radical de abolir los fueros de Aragón y de Valencia no fue compartida por todos los consejeros de Felipe V, algunos de los cuales pensaron, según Rosa María Capel y José Cepeda, "que al conocerse la noticia de la abolición de los fueros de estos dos reinos aragoneses, el reino de Mallorca y el Principado de Cataluña, se enrocarían en sus posiciones antiborbónicas y sería mucho más difícil la guerra contra ellos".
La abolición se justificó en el decreto sobre la base de tres argumentos. El primero, la ruptura del juramento de fidelidad hecho al rey —por la rebelión que cometieron, faltando enteramente al juramento de fidelidad que me hicieron como a su legítimo Rey y Señor—; el segundo, el dominio absoluto del que gozaba el rey en todos los reinos y estados de su Monarquía —y tocándome el dominio absoluto de los referido reinos de Aragón y Valencia... considerando también que uno de los principales atributos de la soberanía es la imposición, y derogación de las leyes, las cuales, con la variedad de los tiempos y mudanzas de costumbres podría yo alterar—. Y el tercero el derecho de conquista que le permitía imponer su ley en los territorios vencidos —del justo derecho de la conquista que de ellos han hecho últimamente mis armas con el motivo de su rebelión—. Según algunos historiadores el primer y el tercer argumentos eran ciertos desde la óptica del bando felipista —no así desde la del bando austracista— pero el segundo era muy discutible "ya que la Corona de Aragón, mediante el pactismo, mantenía cauces distintos de relación con la monarquía que condicionaban sobremanera la soberanía real".
En cuanto se conoció la noticia de la abolición de los fueros los propios felipistas se apresuraron a intentar convencer al rey de que retirara el decreto. Así la ciudad de Zaragoza —gobernada por felipistas— el 4 de julio envió un memorial a Felipe V apelando a su «amor de padre y señor a sus ciudadanos» en el que, entre otras cosas, se decía:

No se niega que las leyes de Castilla sean buenas, pero también es innegable que en todos los reinos hay un genio predominante con que se distinguen los vecinos; y ésta es la causa porque no se gobiernan por una ley todos, porque lo que se adapta para unos no se conforma para otros. Y así serán para los castellanos proporcionadas sus leyes, y para los aragoneses violentas.

Pocos días después el felipista aragonés José Sisón Ferrer escribía al consejero de Felipe V José de Grimaldo destacando la ruptura que suponía de la concepción pactista de las relaciones entre el monarca y sus vasallos, compartida por todos los estados de la Corona de Aragón, y refiriéndose al «odio antiguo» de los castellanos hacia los aragoneses:

No ha habido un solo aragonés (aún de los que han sido más fieles y celosos del real servicio) a quien este decreto no haya penetrado el corazón y resfriado el amor y celo que han profesado, dejando los ánimos para contrarias inclinaciones... Un decreto que no deja piedra sobre piedra en Aragón, ni deja clase, estado ni individuo a quien no alcance en lo jurídico, político y económico; y una mutación tan súbita, en unos naturales que se han criado siempre con que sus leyes precedieron a sus reyes, no puede dejar de consternarlos y de infundirlos muy extrañas sensaciones. Atribuyen este decreto más al odio antiguo con que los castellanos siempre han mirado este reino que no a la voluntad del rey nuestro señor, de quien aún les queda la esperanza que le ha de mandar reformar, pues sin ella ya tendrían arrancados todos los corazones

Pocos meses después el rey ordenaba que «cese en esa ciudad [de Zaragoza] el gobierno, práctica y estilos que hasta aquí ha habido, y se establezcan en ella los mismos que se observan en los demás de estos Reynos de Castilla». Sin embargo, el desmantelamiento de las instituciones propias del reino se vio interrumpida en 1710 cuando el ejército del Archiduque Carlos recuperó Aragón.

## El Decreto de Nueva Planta de 13 de abril de 1711
En la primavera de 1710 el ejército del Archiduque Carlos (Carlos III para sus partidarios) inició una campaña desde Cataluña para intentar ocupar Madrid por segunda vez. El 20 de agosto el ejército aliado al mando de Gundaker von Starhemberg y James Stanhope derrotaban al ejército borbónico del marqués de Bay en la batalla de Monte Torrero causando una desbandada de las tropas y haciendo muchos prisioneros. Tras esta victoria el reino de Aragón pasó a manos austracistas y Carlos III el Archiduque cumplió su promesa y restableció los Fueros de Aragón. Aunque los austracistas consiguieron entrar en Madrid el 28 de septiembre —Felipe V y su corte se había retirado a Valladolid— sólo pudieron permanecer allí un mes. Durante la retirada hacia Aragón el ejército de Stanhope fue derrotado por el ejército borbónico del duque de Vendôme el 9 de diciembre en la batalla de Brihuega y al día siguiente en la batalla de Villaviciosa el de Starhemberg, también por el ejército al mando del duque de Vendôme, con lo que la Guerra de Sucesión Española a partir de aquel momento dio un vuelco decisivo a favor de Felipe V —el victorioso general francés fue aclamado en Madrid al grito de «¡Viva Vendôme nuestro libertador!». Así el Reino de Aragón volvió a estar en manos felipistas y Zaragoza volvió a acoger a Felipe V después de cuatro meses de dominio austracista.
El 13 de abril de 1711 Felipe V promulgó un nuevo Decreto de Nueva Planta —esta vez exclusivo para el reino de Aragón— en el que suavizó la dureza del anterior haciendo dos concesiones importantes —que no se extenderían al Reino de Valencia—: restablecer la vigencia del derecho civil aragonés y crear un Tribunal del Real Erario, que se encargaría del control de los nuevos impuestos, formado por los cuatro brazos que antes integraban las Cortes de Aragón.
Sin embargo confirmó la derogación del derecho público y penal aragonés y la supresión de las instituciones propias como las Cortes de Aragón, la Diputación General de Aragón o la Audiencia de Zaragoza —el Justicia Mayor de Aragón, como el Consejo Supremo de Aragón, ya había dejado de existir en 1707—.
En su lugar se instituyó la figura del corregidor —que hasta entonces sólo existía en la Corona de Castilla— al frente de cada uno de los 13 corregimientos en que quedó dividido el reino y los cargos tanto locales como "provinciales" fueron designados directamente por la Corona o sus representantes. La nueva Real Audiencia de Zaragoza sustituyó a la Audiencia y el capitán general, que la presidía, reemplazó al antiguo virrey de Aragón.

## Consecuencias: de reino a provincia
Tras la aplicación de la Nueva Planta el Reino de Aragón, al igual que el resto de territorios de la Corona de Aragón, dejó de existir, convertido en una "provincia" del Reino de España. Sin embargo, a diferencia de lo ocurrido en la zona catalanoparlante del Reino de Valencia, el Principado de Cataluña y el Reino de Mallorca, los aragoneses y valencianos castellanoparlantes no "sintieron pérdida cultural porque hablaban la misma lengua" que los castellanos, y la "represión no fue tan dura como en Valencia y Cataluña; incluso se devolvieron las propiedades incautadas en un primer momento a los austracistas, y se les permitió volver"., aunque los aragoneses de hablas distintas al castellano, mayoritarios a principios del siglo XVIII, sufrieron la misma represión lingüística que el resto de habitantes no castellanoparlantesde la Corona de Aragón. El Reino de Aragón sí sufrió la mayor pérdida de su historia política y jurídica, al ver como con los decretos de Nueva Planta, Aragón pierde su condición de Reino independiente e integrante de la Corona de Aragón, desapareciendo instituciones como las Cortes, el Consejo Supremo de Aragón, el virrey y capitán general, el regente, el oficio de la Gobernación General, el Justicia Mayor, el Bayle General, el Maestre Racional, los Merinos, Bailes, Sobrejunteros y Zalmedinas o Justicias, pasando a tener la condición de reino puramente histórico dentro de la España unitaria y centralizada por la Monarquía absoluta de los Borbones, que la gobiernan a través de un comandante general, una Audiencia, un administrador de las rentas reales, una Junta del Erario, gobernadores militares y corregidores o alcaldes.
Como en el resto de los estados de la Corona de Aragón, la Nueva Planta no fue una simple aplicación de las leyes de Castilla, porque estableció un sistema fiscal diferenciado —la única contribución que siguió el modelo del equivalente aplicado en Valencia, y porque la nuevo administración que se impuso —como en Valencia— estaba militarizada con el capitán general en la cúspide —teóricamente enmarcado en el Real Acuerdo— y los corregidores —cargo habitualmente ocupado por militares— en la base.